# سوزوکی مایتی بوی
سوزوکی مایتی بوی (Suzuki Mighty Boy) خودرویی است که در سال‌های ۱۹۸۳ تا ۱۹۸۸ تولید شده‌است.
طراحی آن FF بوده است. سیستم جعبه‌دندهٔ آن به دو صورت خودکار و دستی است.